# Keisha von Arnold
Keisha von Arnold Tengman, född 4 april 1995 i Brännkyrka församling i Stockholms län, är en svensk dansare, koreograf.

## Biografi
Keisha von Arnold medverkade som dansare i Melodifestivalen 2020 och Melodifestivalen 2021. 2022 gjorde koreografin till Omar Rudbergs musikvideo Moving Like That och medverkade som assisterande föreställningsproducent i Melodifestivalen 2022.

## Teater

### Roller
| År   | Roll     | Produktion                            | Regi             | Teater       |
| ---- | -------- | ------------------------------------- | ---------------- | ------------ |
| 2024 | Ensemble | Dreamgirls Henry Krieger och Tom Eyen | Edward af Sillén | Chinateatern |